# Rhinothelepus buku
Rhinothelepus buku är en ringmaskart som beskrevs av Anne D. Hutchings 1997. Rhinothelepus buku ingår i släktet Rhinothelepus och familjen Terebellidae. Inga underarter finns listade i Catalogue of Life.